# Unione Sportiva Carrarese "Pietrino Binelli" 1947-1948
Questa voce raccoglie le informazioni riguardanti l'Unione Sportiva Carrarese "Pietrino Binelli" nelle competizioni ufficiali della stagione 1947-1948.

## Rosa
| N. |                     | Ruolo | Calciatore         |
| -- | ------------------- | ----- | ------------------ |
|    | Italia (bandiera)   | A     | Vittorio Agosti    |
|    | Ungheria (bandiera) | P     | Jozef Antoš        |
|    | Italia (bandiera)   | A     | Giulio Baratta     |
|    | Italia (bandiera)   | C     | Boari              |
|    | Italia (bandiera)   | P     | Giorgio Bolognesi  |
|    | Italia (bandiera)   | D     | Angelo Borgogno    |
|    | Italia (bandiera)   | A     | Rinaldo Cappellini |
|    | Italia (bandiera)   | A     | Giuseppe Chiodo    |
|    | Italia (bandiera)   | C     | Lino Ciastellardo  |
|    | Italia (bandiera)   | D     | Ferruccio Ferrero  |
|    | Italia (bandiera)   | P     | Renato Gandolfi    |
|    | Italia (bandiera)   | A     | Piero Golin        |
|    | Italia (bandiera)   | A     | Franco Grillone    |

| N. |                   | Ruolo | Calciatore       |
| -- | ----------------- | ----- | ---------------- |
|    | Italia (bandiera) | D     | Giuseppe Macchi  |
|    | Italia (bandiera) | C     | Leandro Menconi  |
|    | Italia (bandiera) | D     | Franco Mori      |
|    | Italia (bandiera) | C     | Morisco          |
|    | Italia (bandiera) | A     | Luigi Piacentino |
|    | Italia (bandiera) | A     | Leto Prunecchi   |
|    | Italia (bandiera) | C     | Mario Rapozzi    |
|    | Italia (bandiera) | A     | Loris Ravani     |
|    | Italia (bandiera) | D     | Erminio Rosso    |
|    | Italia (bandiera) | C     | Amerigo Salati   |
|    | Italia (bandiera) | A     | Mario Tesconi    |
|    | Italia (bandiera) | C     | Dante Voglino    |

## Risultati

### Campionato

#### Girone di andata
| 5 dicembre 1947 1ª giornata | Reggiana | 3 – 1 | Carrarese P. Binelli |  |

| 21 settembre 1947 2ª giornata | Carrarese P. Binelli | 2 – 3 | Mantova |  |

| 5 ottobre 1969 3ª giornata | Carrarese | 3 – 1 | Pistoiese |  |

| 24 agosto 4ª giornata | Prato | 2 – 2 | Carrarese |  |

| 12 ottobre 1947 5ª giornata | Carrarese P. Binelli | 1 – 1 | Parma |  |

| 19 ottobre 1947 6ª giornata | Suzzara | 2 – 1 | Carrarese P. Binelli |  |

| 26 ottobre 1947 7ª giornata | Carrarese P. Binelli | 0 – 1 | Verona |  |

| 2 novembre 1947 8ª giornata | Padova | 4 – 0 | Carrarese P. Binelli |  |

| 19 dicembre 1965 9ª giornata | Carrarese | 3 – 1 | Treviso |  |

| 23 novembre 1947 10ª giornata | Bolzano | 0 – 0 | Carrarese P. Binelli |  |

| 30 novembre 1947 11ª giornata | Carrarese P. Binelli | 1 – 3 | SPAL |  |

| 7 dicembre 1947 12ª giornata | Carrarese P. Binelli | 2 – 0 | Venezia |  |

| 5 maggio 1946 13ª giornata | Piacenza | 2 – 1 | Carrarese P. Binelli |  |

| 20 ottobre 1946 14ª giornata | Carrarese P. Binelli | 2 – 1 | Centese |  |

| 4 gennaio 1948 15ª giornata | Pro Gorizia | 1 – 2 | Carrarese P. Binelli |  |

| 30 novembre 1975 16ª giornata | Cremonese | 2 – 1 | Carrarese |  |

| 5 ottobre 1947 17ª giornata | Carrarese P. Binelli | 0 – 5 | Udinese |  |

#### Girone di ritorno
| 15 febbraio 1948 18ª giornata | Carrarese P. Binelli | 1 – 0 | Reggiana |  |

| 22 febbraio 1948 19ª giornata | Mantova | 4 – 1 | Carrarese P. Binelli |  |

| 29 febbraio 1948 20ª giornata | Pistoiese | 0 – 0 | Carrarese P. Binelli |  |

| 7 marzo 1948 21ª giornata | Carrarese P. Binelli | 0 – 1 | Prato |  |

| 14 marzo 1948 22ª giornata | Parma | 0 – 0 | Carrarese P. Binelli |  |

| 21 marzo 1948 23ª giornata | Carrarese P. Binelli | 0 – 0 | Suzzara |  |

| 28 marzo 1948 24ª giornata | Verona | 2 – 1 | Carrarese P. Binelli |  |

| 11 aprile 1948 25ª giornata | Carrarese P. Binelli | 0 – 4 | Padova |  |

| 17 aprile 1948 26ª giornata | Treviso | 1 – 1 | Carrarese P. Binelli |  |

| 25 aprile 1948 27ª giornata | Carrarese P. Binelli | 2 – 2 | Bolzano |  |

| 2 maggio 1948 28ª giornata | SPAL | 5 – 1 | Carrarese P. Binelli |  |

| 9 maggio 1948 29ª giornata | Venezia | 2 – 2 | Carrarese P. Binelli |  |

| 23 maggio 1948 30ª giornata | Carrarese P. Binelli | 2 – 0 | Piacenza |  |

| 30 maggio 1948 31ª giornata | Centese | 1 – 0 | Carrarese P. Binelli |  |

| 6 giugno 1948 32ª giornata | Carrarese P. Binelli | 1 – 1 | Pro Gorizia |  |

| 13 giugno 1948 33ª giornata | Carrarese P. Binelli | 1 – 5 | Cremonese |  |

| 20 giugno 1948 34ª giornata | Udinese | 4 – 0 | Carrarese P. Binelli |  |